# Звук
Звук је механички талас фреквенција од 20 Hz до 20 kHz, то јест у распону у којем га чује људско уво. Звук фреквенције ниже од 20 Hz назива се инфразвуком, звук фреквенције више од 20 kHz ултразвуком, а ако је фреквенција виша од 1 GHz, хиперзвуком. Звук настаје више или мање периодичним осциловањем извора звука који у непосредној околини мења притисак средства (медијума), поремећај притиска преноси се на суседне честице медијума и тако се шири у облику углавном лонгитудиналних таласа у гасовима и течностима и лонгитудиналних и трансверзалних таласа у чврстим телима. Брзина звука углавном зависи од густине и еластичних сила у чврстим и течним срединама, а у гасовима од густине, температуре и притиска. Осим у уобичајеним мерним јединицама брзине, мери се и ненормираном јединицом мах (Махов број). Када авион досегне брзину звука (око 343 m/s), притисак се непосредно пред авионом поремети, отпор знатно порасте, па настају ударни таласи, које посматрачи на тлу доживљавају као прасак (такозвано пробијање звучнога зида).
Звук се шири без преноса масе, али се звуком преносе импулс силе и енергија. У вези с тим, дефинишу се јачина, ниво јачине, гласноћа и ниво гласноће звука (акустика). Као и код осталих врста таласа, и у ширењу звука очитују се појаве својствене сваком таласном кретању, као што су апсорпција, Доплеров учинак, интерференција таласа, лом (рефракција), одбијање (рефлексија), огиб (дифракција).
У музици, звук се разликује од тона у ужем смислу речи и од шума по односима парцијалних тонова или парцијала. Парцијали тона максимално су хармонични, док су парцијали звука тек деломично хармонични (више је нехармоничних горњих парцијалних тонова него код звука), а код шума су односи парцијала потпуно нехармонични. Основна обилежја звука (висина, јачина, трајање и боја) истозначна су с основним обилежјима тона, само их је теже прецизно одредити него за тон. Појам звук користи се у музици, понајприје у свакодневној употреби, и као синоним за појединачна и скупна обилежја звука (на пример боју звука) или осетни утисак звука неких музичких инструмената или ансамбала (на примјер звук оргуља, звук збора).
Звук се шири због еластичне везе међу молекулима средства. У гасовима и течностима таласи звука су искључиво лонгитудинални (то јест шире се у истом правцу у којем се крећу честице медијума при осциловању), док у чврстим телима таласи могу бити такође трансверзални, то јест честице медијума могу осциловати и усправно на правац ширења таласа. Звук се не може ширити кроз вакуум. Извор звука је увек механичко осциловање неког тела. Кад се удари о неки предмет, на пример тргне напета жица, чује се звук, а тај осећај звука престаје чим се спречи осциловање тела. Енергија звука шири се неким средством (медијумом) у облику механичког таласа. То средство је обично ваздух, а може бити и текуће или еластично чврсто тело. Без средства у којем се шире механички таласи не може се чути звук. Према правилности осциловања разликују се тон, шум и бука. Тон је звук који се састоји од хармонијских осцилација, док су шум и бука смеса осцилација различитих фреквенција и амплитуда.

## Својства
Звучни талас се кроз различите медијуме креће различитим брзинама. У ваздуху, тај се талас, креће брзином од приближно 343 m/s, у води се креће приближном брзином од 1 500 m/s, а у гвозденој жици око 5 000 m/s. Што је материјал гушћи, то се звук кроз њега преноси дуже и брже. Звук је одређен, као и остали таласи, са две физичке величине, фреквенцијом и таласном дужином. Број осцилација које материјал чини у једној секунди се назива фреквенција, ознака је f, а мерна јединица Hz (Херц). Нормално људско уво може да чује звукове на фреквенцијама од 16  до 20 000 Hz.‍:249 Све звучне фреквенције испод 16 Hz се називају инфразвуковима или подзвуковима, а звукове фреквенције више од 20 000 Hz се називају ултразвуковима или надзвуковима; они се користе у техници и медицини. Таласна дужина, с друге стране, је размак између два суседна највећа згушњења, као и између два суседна разређења, медијума кроз коју се талас шири. У основи звукове можемо поделити на две групе: шумове и тонове. Шум је звук који настаје неправилним осциловањем звучног извора при чему се фреквенција стално мјења, док тон настаје правилним осциловањем звучног извора и фреквенција је стална.

### Извори звука
Извори звука су физичка тела која осцилују фреквенцијом од 16 до 20 000 Hz у неком еластичном средству, на пример напета струна или музичка виљушка у ваздуху. Најједноставнији је облик осциловања извора звука хармоничко осциловање. Оно ствара хармоничке таласе. Чисти тон настаје ако се фреквенција осциловања не мења. Сложени тонови садрже више фреквенција. По Фуријеовој теореми сложени тон може се приказати као збир синусних осцилација са основном фреквенцијом ν0 и вишим хармоницима фреквенције . Шум је последица потпуно неправилног осциловања. Таласи настали осциловањем извора фреквенцијом већом од 20 kHz описују се као ултразвук (могу их чути неке животиње, на пример пси и шишмиши), а фреквенцијом мањом од 16 Hz као инфразвук (могу их чути на пример патке и слонови).

### Брзина звука
Брзина звука зависи од карактеристика флуида и може се израчунати по релацији:
где је:
- pа – атмосферски притисак,
- {\displaystyle \rho } - густина ваздуха и
- {\displaystyle \chi } = 1,4.

Звук се у ваздуху простире као лонгитудинални талас брзином од c = 344 m/s на температури од 20 °C при нормалним атмосферским условима.
Брзина звука у ваздуху зависи од температуре ваздуха и може се исказати релацијом:
{\displaystyle c=c_{0}+0,6\Theta }
где је:
- c – брзина звука на температури {\displaystyle \Theta } у [m/s],
- c0 = 330 m/s – брзина звука на {\displaystyle \Theta } = 0 °C и

{\displaystyle \Theta } – температура ваздуха у [ °C].
Брзине звука у неким другим срединама дате су таблици:
Т.1: Брзина простирања звука.
| Материјал                          | v [m/s] [dB] |
| ---------------------------------- | ------------ |
| Гума                               | 50           |
| Вода                               | 1480         |
| Слана вода (21 °C, салинитет 3,5%) | 1520         |
| Плексиглас                         | 1800         |
| Дрво (меко)                        | 3350         |
| Дрво (јела)                        | 3800         |
| Армирани бетон                     | 3400         |
| Челик                              | 5050         |
| Алуминијум                         | 5150         |
| Стакло                             | 5200         |
| Гипсана плоча                      | 6800         |

Под дејством звука честице ваздуха осцилују око свог равнотежног положаја стварајући час на једну, час на другу страну надпритисак у односу на свој равнотежни положај при атмосферском притиску (сл.1). Промене атмосферског притиска изазване звуком називају се звучни притисак. Ове промене су у односу на атмосферски притисак мале.
Појаву осцилација честица ваздуха, дакле звук, могуће је пратити као промене притиска п односно промене густине ваздуха {\displaystyle \rho } па је преко ове две физичке величине могуће описати звук и њих користити за проучавања у области акустике. На сл.2 приказане су промене притиска при најједноставнијем облику осцилација. Са друге стране честицу која осцилује могу да описују и друге физичке величине карактеристичне за осцилаторно кретање: померај честице (удаљење од равнотежног положаја ξ [m]), брзина осциловања честице в [m/s] или пак убрзање честице а [m/s²]. Све ове наведене физичке величине су физичке величине I реда.
Поред њих за проучавање се користе и физичке величине II реда (сразмерне снази): звучна снага PA [W], звучна енергија E [J], густина звучне енергије w [Ј/m³] и интензитет звука I [W/m²].
За проучавања у акустици најчешће се користи (звучни) притисак p.
Сматра се да је просечна вредност најнижег звучног притиска који човек може да чује:
Ова вредност се назива праг чујности.
Прецизности ради, а пошто се ради о променљивој физичкој величини (осцилацијама или таласу) горе дата вредност звучног притиска на прагу чујности је ефективна вредност звучног притиска.
Звучни притисци величине 100 Па изазивају бол у човечијем слушном систему па се те вредности описују као граница бола.
Као нормални атмосферски притисак пА може се узети притисак:
па произилази да је звучни притисак на прагу чујности 5*109 пута мањи од атмосферског притиска.
Јачина звука зависи од амплитуде осцилација.
Висину звука одређује фреквенција осцилација. Боја је одређена садржајем компоненти.
Свака периодично или непериодична променљива величина може се, под одређеним условима, Фуријеовом анализом и Фуријеовом трансформацијом разложити на низ простопериодичних компоненти. Ове компоненте имају фреквенцију која је целобројни умножак основне фреквенције, а њихове амплитуде представљају опадајући низ што даје изузетне могућности за даље проучавање било каквог сложеног звука.
Ако се звук састоји од само једне простопериодичне компоненте кажемо да се ради о чистом тону или једноставно тону.
Човеков слушни систем различито је осетљив за различите фреквенције. Горенаведени праг чујности односи се на тон фреквенције 1000 Hz. Некако, за ту компоненту људско ухо и најосетљивије. За ниже, али и више тонове људско ухо није тако осетљиво па ће се објективно осцилација исте амплитуде чути слабије. На видеу 1 и видеу 2 прикани су упоредни примери за 1 kHz и 315 Hz једнаких амплитуда. На сл.3 су приказане познате Вебер-Флечерове криве које показују у којој мери се субјективни осећај јачине звука разликује од његове објективне јачине.
Из практичних разлога у акустици је у употреби логаритамска јединица јачине звука изражена у децибелима [dB].
Поред великог фреквенцијског опсега од скоро 10 октава специфичност у акустици је и велики динамички опсег при чему је однос снаге најмањег и највећег сигнала чак 1014 (однос звучног притиска 107). Оно што је важно имати у виду да је анализом појаве често потребно водити рачуна истовремено и о сасвим слабом и о врло јаком звуку који могу да се разликују управо за вредност динамичког опсега. Проблеми великог динамичког опсега ефикасно се превазилазе увођењем логаритамске јединице децибел, па се уместо звучног притиска у паскалима дефинише ниво звука Л у дБ преко релације:
где је:
п – звучни притисак о коме је реч, а
п0 – референтни звучни притисак п0 = 2*10-5 Па.

### Интензитет звука
Интензитет звука у правцу простирања звучног таласа дефинише се као количник звучне енергије ΔЕ која у времену Δт прође кроз површину ΔС нормалну на правац простирања:
Ниво звука изражен преко интензитета звука дат је релацијом:
где је:
- I – интензитет о коме је реч, а
- I0 – референтни интензитет I0 = 1*10−12 W/m².

Јачина звука (ознака I) је физичка мерна величина која описује енергију звучног таласа у временском раздобљу (интервалу) кроз површину окомиту на смер ширења таласа. Мерна је јединица ват по квадратном метру (W/m²).
Праг чујности је најмања јачина звука коју људско уво може чути:
{\displaystyle I_{0}=1~\mathrm {pW/m^{2}} =0,000\,000\,000\,001~\mathrm {W/m^{2}} .}
Ниво јачине звука (ознака L) је мерна величина прилагођена осетљивости људскога ува, десетероструки логаритам односа јачине некога звука и прага чујности, односно:
{\displaystyle L={\frac {1}{2}}\cdot \ln \!\left({\frac {I}{I_{0}}}\right)\!~\mathrm {Np} =\log _{10}\!\left({\frac {I}{I_{0}}}\right)\!~\mathrm {B} =10\cdot \log _{10}\!\left({\frac {I}{I_{0}}}\right)\!~\mathrm {dB} }
где је:
- - ниво јачине звука;
- 0 - праг чујности;
- - непер;
- - бел;
- - децибел.[15]

#### Децибел
Децибел (ознака dB) је децимална јединица бројчане јединице бел која је у широкој употреби, мада је изван СИ (Међународни систем јединица). Децибел је јединица нивоа неке физичке величине (нивоа снаге, напона, струје, јачине звука и другог). Посебан је назив за број један када је ниво (на пример снаге  према снази ) израчунат једначином:
{\displaystyle L=10\cdot \log _{10}\!\left({\frac {P_{2}}{P_{1}}}\right)\!~\mathrm {dB} }
{\displaystyle 1\,\mathrm {dB} ={\frac {1}{10}}\,\mathrm {B} }

#### Бел
Бел (према А. Г. Белу; ознака ) је бројчана јединица нивоа одређене физичке величине према одабраној упоредној вредности, када је та ниво одређен декадним логаритмом односа вредности тих величина. Бел је изузетно допуштена јединица изван СИ (Међународни систем јединица), повезана с јединицом непер (Np) једначином:
{\displaystyle L={\frac {1}{2}}\cdot \ln 10\,(\mathrm {Np} )}
Већином се употребљава децимална јединица децибел (dB = 0,1 B). На пример, ако је снага неког сигнала 1 W, а договорена упоредна снага 1 mW, тада је ниво сигнала:
{\displaystyle L=10\cdot \log _{10}\!\left({\frac {1}{0,001}}\right)\!~\mathrm {dB} =10\cdot \log _{10}\,10^{3}\!~\mathrm {dB} =30\,\mathrm {dB} }

#### Непер
Непер (по Џону Неперу; ознака ) је бројчана јединица нивоа одређене физичке величине према одабраној упоредној вредности, када је тај ниво одређен природним логаритмом односа вредности тих величина, па је посебан назив броја један (Np = 1). Непер је изузетно допуштена јединица изван СИ. Користи се углавном у електрокомуникацијама за изражавање гушења сигнала.

### Рефлексија или одбијање звука
Звук се одбија или рефлектује кад у свом распростирању наиђе на препреку. Рефлексија звука збива се увек тако да је угао упадања једнак углу одбијања. У шуми или планинама се рефлексија или одбијање звука још јаче осећају. Одбијени звук се враћа и може се чути као поновљени звук. То враћање звука, које настаје одбијањем звучних таласа зове се јека. Међутим, јека може постати врло неугодна и незгодна у просторијама. Да би се јеку чула одељено од звука, мора се бити на удаљености од преграде од које се звук одбија више од 17 метара, јер се иначе звук и јека стопе заједно у један звук.

### Лом и огиб звука
Да постоји лом звучних таласа, показују појаве које настају при експлозији. Том приликом зраци звука долазе у висини до слојева у атмосфери ниже температуре у којима се звук шири мањом брзином. Зато се зраци звука ломе према вертикали на тај слој. Међутим, на висинама од 40 до 60 km температура зрака опет расте, па се звук шири већом брзином, а зраци звука се ломе од вертикала и коначно одбијају на једном слоју ваздуха. Последица је тога да се звук чује до удаљености од 70 km, а онда се до отприлике 180 km уопште не чује. Тај појас од 70 до 180 km, у којем се звук не чује зове се појас тишине. Од 180 km па до 250 km, звук се поново чује.
Огиб звука је појава ширења звука такође иза препреке што се тумачи Хајгенсовим начелом или Хајгенсовим принципом. Та је појава огиба ваздуха много већа код звучних таласа него код таласа на води.

### Звучни зид
Звучни зид је аеродинамичка појава која настаје при досезању брзине звука неке летелице или другог објекта. Премда се ваздух при малим брзинама струјања сматра нестишљивим флуидом, при већим брзинама постаје стишљив. Тако авион у лету ствара поремећај притиска околног ваздуха, који се при мањим брзинама струјања налази незнатно испред авиона. Када авион досегне брзину звука (зависно од температуре, од 1 152 до 1 224 km/h), ствара се поремећај притиска непосредно пред авионом, отпор знатно порасте, па настају ударни таласи, које посматрачи на тлу доживљавају као прасак (такозвано пробијање звучнога зида). Развојем авиона вршне су се брзине приближавале брзини звука, па је постао очит разоран утицај ударних таласа, јер су неки авиони били знатно оштећени при лету у том подручју брзина. Због тога се дуго веровало да авион не може да надмаши брзину звука. Ипак су након Другог светског рата амерички инжењери, примењујући резултате немачких истраживања, конструисали ракетни авион X-1, којим је 1947. пилот Чак Јегер први пробио звучни зид, а после су и неки путнички авиони (на пример француски Конкорд, те руски Тупољев Ту-144) летели брзином већом од брзине звука. Из тог разлога код данашњих авиона брзина се изражава Маховим бројем. Махов број је однос између брзине авиона и брзине звука. Тако на пример авион има Махов број 1 ако може постићи брзину звука, а Махов број 2 ако може постићи двапут већу брзину од брзине звука.

## Јединице
Фреквенција (висина) звука се мери у херцима (Hz).
Гласноћа звука се често изражава у децибелима, иако ју је могуће изразити и преко снаге коју звук носи (W, W/m², W/), или као ефективни или максимални износ промене притиска у односу на притисак непоремећеног средства у којем се звук шири (Pa).
Децибел је бездимензионална, логаритамска мера односа две величина, те је потребно одредити износ референтне величине. Стандардно се ниво звука у децибелима приказује у односу на референтни износ од 20 µPa који начелно одговара прагу чујности, па се то обично назначује додатком SPL (енгл.: Sound Pressure level). На пример, шапат има 30 , говор 60 , бука 90 , а за звук интензитета 120 dBSPL кажемо да је граница бола. Код изражавања гласноће узима се у обзир да људско уво није једнако осетљиво на све фреквенције. Стога су дефинирани тежински фактори којима се одређује с којим значајем се поједина фреквенција узима у обзир код мерења гласноће звука. За људско уво су ти тежински фактори дати као крива А (према стандарду EN 61672-1/-2), а мерења заснована на тим тежинским факторима се означавају као dB(A), а понекад и као dBA или .
Децибел је мерна јединица изведена из јединице бел (B) - назван тако у част А. Г. Бела, изумитеља телефона - међутим из практичних се разлога користи десет пута мања логаритамска мера децибел (dB).

## Осећај звука или осетљивост ува
Слушни осећај јачине звука заснива се на физиолошком деловању, то јест на подраживању слушних живаца. Зато је потребно утврдити како тај слушни осећај зависи од јачине звука, односно од звучног притиска. Испитивање је показало да је за сваки чист тон потребан неки минимални звучни притисак да би га уво могло чути. Тај минимални притисак код којег се још одређени тон чује зове се праг или граница чујности. Звучни притисак може бити опет тако велик да проузрокује бол у ушима па се зато зове граница бола. Граница чујности и граница бола зависне су од фреквенцији, то јест код различитих фреквенција оне су различите. Осетљивост ува је највећа код фреквенције око 2 700 Hz. Људско уво осјећа звуком изазвану промену притиска ваздуха (акустички притисак). За звучни талас фреквенције 1 kHz и јачине која одговара прагу чујности, амплитуда помака честице износи око 10−11 , док је амплитуда акустичког притиска око 2 · 10−5 . За звук на граници бола помак је честице 10−5 m, а акустички притисак 30 Pa.

### Гласност или јачина гласа
Као мера за физиолошко деловање извора звука на уво служи јачина гласа. Јачина гласа зависи од јачине звука, односно од звучног притиска и с овим се не сме заменити. Јачина гласа или гласноћа је физиолошки, а јачина звука физички појам. Тако на пример јачина гласа 10 моторних возила није 10 пута већа од јачине гласа једног возила. Јединица за јачину гласа је фон. Јачина звука од 2,5 ∙ 10−12 W/m² одговара јачина гласа од нула фона.
Гласност звука је осећај јачине звука у људском уву. Зависи од јачине и фреквенције звука. Ниво гласности изражен у фонима је, договорно, једнак нивоу јачине у децибелима за звук фреквенције 1 000 Hz у целом подручју од границе чујности до границе бола. Примери нивоа гласности различитих сложених звукова дати су у следећој табели:
| Врста звука         | Ниво гласноће (фон) |
| ------------------- | ------------------- |
| праг осећаја        | 0                   |
| шаптање             | 20                  |
| тиха музика         | 40                  |
| бучан говор         | 60                  |
| прометна улица      | 80                  |
| пролазак брзог воза | 100                 |
| мотор авиона        | 120                 |
| праг бола           | 130                 |

### Објективни и субјективни осећај јачине звука
Два тона различите фреквенције а исте објективне јачине изазваће различит осећај субјективне јачине.
У жељи да се (субјективни) осећај јачине звука објективизује и уведе мера која ће представљати човеков осећај јачине звука уведена је фреквенцијска пондеризација (погледај чланак: Фонометар). Фреквенцијске пондеризације обележавају се словима А, Б, Ц, Д. Данас је најчешће у употреби А-пондеризација. Поступак фреквенцијске пондеризације је једноставан. Усвојено је да се тон фреквенције 1000 Hz мери његовом стварном објективном јачином, а тон неке друге фреквенције коригује – пондеризује – на тај начин што се од његове стварне вредности одузима одређен број децибела. Тако нпр. тон фреквенције 1000 Hz и објективне јачине 60 дБ после фреквенцијске пондеризације типа А имаће исту вредност, дакле LA = 60 dBA, али тон фреквенције 160 Hz и објективне јачине 60 дБ после А-пондеризације биће регистрован јачином 43,9 dB. У табели Т.2 су дате фреквенцијске карактеристике А, Б, Ц и Д пондеризације у дБ.
Т.2: Фреквенцијска пондеризација..
| Номинална фреквенција [Hz] | Егзактна фреквенција [Hz] | А pond. | Б pond. | Ц pond. | Д pond. |
| -------------------------- | ------------------------- | ------- | ------- | ------- | ------- |
| 10                         | 10,00                     | -70,4   | -38,2   | -14,3   | -26,6   |
| 12,5                       | 12,59                     | -63,4   | -33,2   | -11,2   | -24,6   |
| 16                         | 15,85                     | -56,7   | -28,5   | -8,5    | -22,6   |
| 20                         | 19,95                     | -50,5   | -24,2   | -6,2    | -20,6   |
| 25                         | 25,12                     | -44,7   | -20,4   | -4,4    | -18,7   |
| 31,5                       | 31,62                     | -39,4   | -17,1   | -3,0    | -16,7   |
| 40                         | 39,81                     | -34,6   | -14,2   | -2,0    | -14,7   |
| 50                         | 50,12                     | -30,2   | -11,6   | -1,3    | -12,8   |
| 63                         | 63,10                     | -26,2   | -9,3    | -0,8    | -10,9   |
| 80                         | 79,43                     | -22,5   | -7,4    | -0,5    | -9,0    |
| 100                        | 100,0                     | -19,1   | -5,6    | -0,3    | -7,2    |
| 125                        | 125,9                     | -16,1   | -4,2    | -0,2    | -5,5    |
| 160                        | 158,5                     | -13,4   | -3,0    | -0,1    | -4,0    |
| 200                        | 199,5                     | -10,9   | -2,0    | -0,0    | -2,6    |
| 250                        | 251,2                     | -8,6    | -1,3    | -0,0    | -1,6    |
| 315                        | 316,2                     | -6,6    | -0,8    | -0,0    | -0,8    |
| 400                        | 398,1                     | -4,8    | -0,5    | -0,0    | -0,4    |
| 500                        | 501,2                     | -3,2    | -0,3    | -0,0    | -0,3    |
| 630                        | 613,0                     | -1,9    | -0,1    | -0,0    | -0,5    |
| 800                        | 794,3                     | -0,8    | -0,0    | -0,0    | -0,6    |
| 1000                       | 1000                      | 0       | 0       | 0       | 0       |
| 1250                       | 1259                      | +0,6    | -0,0    | -0,0    | +2,0    |
| 1600                       | 1585                      | +0,1    | -0,0    | -0,1    | +4,9    |
| 2000                       | 1995                      | +1,2    | -0,1    | -0,2    | +7,9    |
| 2500                       | 2512                      | +1,3    | -0,2    | -0,3    | +10,4   |
| 3150                       | 3162                      | +1,2    | -0,4    | -0,5    | +11,6   |
| 4000                       | 3981                      | +1,0    | -0,7    | -0,8    | +11,1   |
| 5000                       | 5012                      | +0,5    | -1,2    | -1,3    | +9,6    |
| 6300                       | 6310                      | -0,1    | -1,9    | -2,0    | +7,6    |
| 8000                       | 7943                      | -1,1    | -2,9    | -3,0    | +5,5    |
| 10000                      | 10000                     | -2,5    | -4,3    | -4,4    | +3,4    |
| 12500                      | 12590                     | -4,3    | -6,1    | -6,2    | +1,4    |
| 16000                      | 15850                     | -6,6    | -8,4    | -8,5    | -0,7    |
| 20000                      | 19950                     | -9,3    | -11,1   | -11,2   | -2,7    |

## Историја уређаја који су записали звук
1. Фоноаутограф (Едуар Леон Скот де Мартенвил, 1857)
2. Палеофон (није патентиран) (Шарл Кро, 1877)
3. Фонограф (Томас Едисон, 1877)
4. Графофон (Чарлс Самнер Тејнтер и Чичестер Александар Бел, 1886)
5. Грамофон (Емил Берлинер, 1887)